# الألعاب الأوروبية 2019

الألعاب الأوروبية 2019 هي ألعاب رياضية بالقارة الأروبية، وهي ألعاب أولمبية مؤهلة للألعاب الأولمبية طوكيو 2020 وهي النسخة الثانية لهذه الألعاب، المنضمة بمينسك ببلاروسيا ،وكانت هذه النسخة هي الثانية بعد نسخة 2015،حيث تنضم هذه الألعاب كل أربع سنوات.كما أن هذه الألعاب مؤهلة لطوكيو 2020،وقد احتضنت 15 لعبة  مختلفة.

## بعض الألعاب
-النبالة
-كرة القدم الشاطئية
-كرة السلة 3×3
-ألعاب القوى
-الدراجة على المدمار
-الجمباز
-كرة الطاولة
-تنس الريشة
-الملاكمة